# 김윤미 (축구 선수)
김윤미(1993년 7월 1일 ~ )는 북한의 여자 축구 선수로 포지션은 미드필더 및 공격수이며 현재 4·25체육단에서 활동하고 있다.

## 수상

### 국가대표팀
조선민주주의인민공화국
- 아시안 게임 : 금메달 (2014)
- EAFF E-1 풋볼 챔피언십 : 우승 (2015, 2017)